# Weihwasserbecken (Archiac)

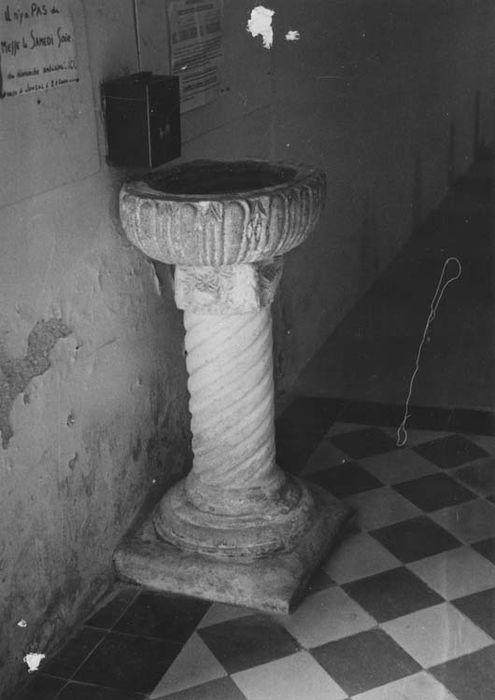
Weihwasserbecken in Archiac

Das Weihwasserbecken in der Kirche St-Pierre in Archiac, einer französischen Gemeinde im Département Charente-Maritime der Region Nouvelle-Aquitaine, wurde im 18. Jahrhundert geschaffen. 
Im Jahr 1976 wurde das Weihwasserbecken als Monument historique in die Liste der geschützten Objekte (Base Palissy) in Frankreich aufgenommen.
Das Weihwasserbecken steht auf einem rechteckigen Sockel und einem Schaft in der Form einer kannelierten Säule. Die Außenseite des Beckens ist godroniert.  